# سندرم ویسکوت-آلدریچ
سندرم ویسکوت-آلدریچ
در بیماری‌های مادرزادی خاص که طیف گسترده‌ای از ناهنجاری‌ها در ارگان‌های مختلف وجود دارد، درجات متغیری از نقص ایمنی سلول‌های BوT نیز مشاهده می‌شود. یکی از این بیماری‌ها، سندرم ویسکوت آلدریچ است که یک بیماری وابسته به X بوده و با اگزما، ترومبوسایتوپنی (کاهش پلاکت‌های خونی) و استعداد ابتلاء به عفونت‌های باکتریایی مشخص می‌شود. بعضی از اختلالات در این بیماری به دنبال نقص در فعال شدن سلول‌های لنفوسیت T ایجاد می‌شود، اگرچه ازدست رفتن عملکرد داخلی سلول لنفوسیت B نیز در پاتوژنز مشارکت می‌کند. در مراحل اولیه بیماری، تعداد لنفوسیت‌ها طبیعی است و نقص اصلی عدم توانایی در تولید آنتی‌بادی در پاسخ به آنتی‌ژن‌های پلی ساکاریدی مستقل از سلول T می‌باشد و به همین دلیل این بیماران دارای استعداد خاصی برای ابتلاء به عفونت با باکتری‌های کپسول دار هستند. لنفوسیت‌ها و پلاکت‌ها کوچک‌تر از حد طبیعی هستند. با بالارفتن سن در بیماران کاهش بیشتری در تعداد لنفوسیت‌ها و نقص ایمنی شدیدتری به وجود می‌آید. ژن معیوب عامل سندروم ویسکوت آلدریچ یک پروتئین سیتوپلاسمی را کد می‌کند که WASP نامیده می‌شودو تنها در سلول‌های مشتق از مغز استخوان بارز می‌شود. WASP با پروتئین‌های بسیاری میانکنش می‌دهد. نظیر مولکول‌های اداپتور پایین دست پذیرنده آنتی‌ژنی مانند Grb-2، کمپلکس Arp2/3 مسئول پلی مریزاسیون اکتین و پروتئین G کوچک از خانواده Rho که بازآرایی اسکلت سلولی اکتین را تنظیم می‌کند. نقص در فعال شدن و تشکیل سیناپس لنفوسیت‌ها و حرکت ناقص تمامی لکوسیت‌ها، می‌تواند علت نقص ایمنی مشاهده شده در این سندرم باشد.